# 圭亞那國家公園
圭亚那国家公园 （通常简称为国家公园）是圭亚那乔治敦的一个城市公园，由英国女王伊丽莎白二世出席其开幕式。原名为伊丽莎白二世国家公园，以纪念她的国事访问。
尽管它名为“国家公园”，但它并不是自然保护区。该建筑建在一座高尔夫俱乐部上。 

## 简述
一条环形路围绕着公园，深受慢跑者和锻炼者们的喜爱。 
公园北部有一个池塘，里面圈养着一些海牛。 
儿童千年纪念碑于2000年在公园内揭幕。这是一个简单的雕塑，绘有一个微笑的太阳，象征着圭亚那儿童的力量和成长。 公园内还有另一座纪念碑：瓦基利图腾柱。该雕刻于2015年揭幕。它代表了人与自然之间的平衡。
1988年5月5日，印度政府向圭亚那赠送了一座惠特比青铜雕塑，纪念圭亚那惠特比的第一批印度劳工。雕塑目前在公园内。

## 历史
1923年前，公园原址为种植园。
1965年前为高尔夫球场。1965年改造成公园，并因伊丽莎白二世的来访改名为伊丽莎白二世国家公园。1966年正式开放，五月改为现名。

## 周边环境
- 北面：运动场；运动场外是海堤和贝壳海滩。
- 东部：圭亚那国防军基地。
- 南面：一些农田和皇后学院。
- 西部：玛丽安学院。